# Monnina obovata
Monnina obovata är en jungfrulinsväxtart som beskrevs av Chod. och Sodiro. Monnina obovata ingår i släktet Monnina och familjen jungfrulinsväxter. Inga underarter finns listade i Catalogue of Life.